# 黑山寺站
黑山寺站是一个京通线上的铁路车站，位于北京市密云区溪翁庄镇黑山寺村，建于1976年，目前为四等站，邮政编码为101512。目前客运：办理旅客乘降；行李、包裹托运；货运：办理整车、零担货物发到。
- 2019年4月的黑山寺老站房（与新站房共存）